# Lorenzo Gibelli
Lorenzo Gibelli, de nom complet Lorenzo Maria Petronio Gibelli (Bolonya, Emília-Romanya, 24 de novembre de 1718 - 5 de novembre de 1812) fou un contrapuntista i mestre de capella italià.
Fou mestre de capella en diverses esglésies de Bolonya i professor de cant i composició en el Liceo Musicale d'aquesta ciutat, fou un dels artistes més notables del seu temps. Va tenir entre els seus alumnes als castrati Vincenzo dal Prato i Francesco Roncaglia.
Rossini es vantava d'haver-lo tingut com a mestre. Els seus contemporanis l'anomenaven Gibellone delle belle fughe, donat el seu mestratge consumat en aquest gènere de composició, el material temàtic del qual procedia de les cançons populars.
La seva obra cabdal és un Magnificat, executat en quasi totes les esglésies d'Itàlia.